# フィネス (穐吉敏子のアルバム)
フィネス（Finesse）は、日本のジャズ・ピアニストである穐吉敏子が1978年に発表した、ピアノ・トリオ編成によるアルバムである。

## 解説
ジャズ・ピアニストの穐吉敏子が、ベーシストのモンティ・バドウィックと、ドラマーのジェイク・ハナとのピアノ・トリオ編成で録音したアルバムである。収録曲は、穐吉の作品と、映画やミュージカルなどからのスタンダード・ナンバー、そしてクラシックの作曲家であるグローフェおよびグリーグの作品で構成されている。そのうち、秋吉の作品である「アメリカン・バラード」と「ウォーニング!!」は、当初穐吉が自身のビッグ・バンドのために作曲したものをピアノ・トリオ用に編曲したもので、前者は「孤軍」、後者は「ロード・タイム」のそれぞれのアルバムに、ビッグ・バンドによる演奏が収録されている。グリーグの作品は、劇付随音楽「ペール・ギュント」に含まれる歌曲を編曲したもので、1961年に穐吉が最初の渡米から一時帰国した際に、ジーン・チェリコとエディ・マーシャルとのトリオ編成でレコーディングを行なった時にも採り上げられた曲である。また、このアルバムのジャケットには阿部克自が撮影した穐吉の写真が用いられている。

## 収録曲
レコード初発売時の表記に拠る。括弧内は作者名。
1. カウント・ユア・ブレッシングス - Count Your Blessings　(Ferde Grofe-Irving Caesar)
2. アメリカン・バラード - American Ballad　(Toshiko Akiyoshi)
3. ラヴ・レター - Love Letters　(Victor Young-Edward Heyman)
4. そうなったら素敵 - Wouldn't it be Loverly　(Frederick Loewe-Alan Jay Lerner)
5. ミスター・ジェリー・ロード - Mr.Jelly Lord　(Jelly Roll Morton)
6. ウォーニング - Warning!! Success may be Hazardous to Your Health　(Toshiko Akiyoshi)
7. ユー・ゴー・トゥ・マイ・ヘッド - You Go to My Head　(J.Fred Coots)
8. ソルヴェーグの唄 - Solvejg's Song　(Edvard Grieg)

## 演奏者
- 穐吉敏子 (Toshiko Akiyoshi)　ピアノ
- モンティ・バドウィック (Monty Budwig)　ベース
- ジェイク・ハナ (Jake Hanna)　ドラム

## 日本での発売記録
- レコード　1978年8月15日　コンコード・レコード　ICJ-70174
- レコード　1984年　同上　LCJ-2038
- CD　1993年1月1日　ビクター音楽産業　VICS-8029
- CD　2014年8月27日　ユニバーサルミュージック　UCCO-90313